# Agelanthus gracilis
Agelanthus gracilis är en tvåhjärtbladig växtart som först beskrevs av Toelken & Wiens, och fick sitt nu gällande namn av R. M. Polhill & D. Wiens. Agelanthus gracilis ingår i släktet Agelanthus och familjen Loranthaceae. Inga underarter finns listade i Catalogue of Life.